# Гемтремк
Гемтремк (англ. Hamtramck) — місто (англ. city) в США, в окрузі Вейн штату Мічиган. Населення — 28 433 особи (2020). Розташоване в межах міста Детройт. У ХХ столітті — значна українська колонія.

## Історія
Місто Гемтремк названо за ім'ям американського полковника франко-канадського походження Жана-Франсуа Гемтремка (англ. Jean François Hamtramck), який 1796 року став головою міста Детройт після відходу звідти англійських військ.
1798 року на місці сучасного Гемтремку виникло невеличке поселення, яке отримало свою сучасну назву в 1828 році. Першими поселенцями тут були німці.
1910 року в цій місцевості брати Додж почали будівництво заводу Додж з виробництва легкових автомобілів, який почав роботу 1914 року. Для роботи на заводі у Гемтремк почали масово переселятися емігранти, більшу частину яких складали поляки, помітну частину складали українці.
1922 року Гемтремк отримав статус міста. Першим його мером став П. Єзевські.
У другій половині XX століття багато українців і поляків виїхали з міста.
Поступово, з розширенням Детройта, Гемтремк перетворився на анклав у його межах.

## Географія

Гемтремк (червоний колір) на карті Детройта (сірий колір).

Гемтремк оточений з усіх сторін містом Детройт, лише на північному заході він межує з таким самим анклавом у межах Детройта як і він сам, — містом Хайленд-Парк. Гемтремк розташований приблизно за 8 км від центру Детройта.
Гемтремк розташований за координатами 42°23′43″ пн. ш. 83°3′21″ зх. д. / 42.39528° пн. ш. 83.05583° зх. д. (42.395387, -83.055951).  За даними Бюро перепису населення США в 2010 році місто мало площу 5,40 км², уся площа — суходіл.

## Населення
У Гемтремку знаходиться Український американський архів-музей Детройта.

## Демографія
Згідно з переписом 2010 року, у місті мешкали 22 423 особи в 7063 домогосподарствах у складі 4615 родин. Густота населення становила 4151 особа/км².  Було 8693 помешкання (1609/км²).
Расовий склад населення:
| - 53,6 % — білих - 21,5 % — азійців - 19,3 % — чорних або афроамериканців - 0,3 % — корінних американців |

До двох чи більше рас належало 4,7 %. Частка іспаномовних становила 1,5 % від усіх жителів.
За віковим діапазоном населення розподілялося таким чином: 31,7 % — особи молодші 18 років, 60,6 % — особи у віці 18—64 років, 7,7 % — особи у віці 65 років та старші. Медіана віку мешканця становила 28,8 року. На 100 осіб жіночої статі у місті припадало 106,5 чоловіків;  на 100 жінок у віці від 18 років та старших — 103,9 чоловіків також старших 18 років.
Середній дохід на одне домашнє господарство  становив 33 945 доларів США (медіана — 23 759), а середній дохід на одну сім'ю — 37 829 доларів (медіана — 27 314). Медіана доходів становила 29 758 доларів для чоловіків та 21 112 долари для жінок. За межею бідності перебувало 47,3 % осіб, у тому числі 62,2 % дітей у віці до 18 років та 30,7 % осіб у віці 65 років та старших.
Цивільне працевлаштоване населення становило 6416 осіб. Основні галузі зайнятості: виробництво — 25,7 %, роздрібна торгівля — 16,9 %, мистецтво, розваги та відпочинок — 14,6 %, освіта, охорона здоров'я та соціальна допомога — 13,5 %.

## Економіка
На межі між Гемтремком й Детройтом знаходиться автозавод (англ. Detroit/Hamtramck Assembly), що сьогодні належить компанії Дженерал Моторз.

## Відомі люди
- Іван Годяк — американський актор українського походження, мешкав у місті.
- Сарамаґа Богдан Павлович — український музикант, композитор, педагог, театральний режисер, диригент хорів.
- Костів-Сарамага Наталія Теодорівна — українська актриса і співачка (сопрано).